# 四大名亭
亭是一种中国的传统建筑，可供有人休息、乘凉、观景使用。中国四大名亭因文人的诗词文章而为大家熟知，它们分别是：
- 醉翁亭：初建不晚于宋代庆历六年（1046年），现亭为1985年仿苏州园林重建，位于安徽滁州琅琊山；
- 湖心亭：建于明代嘉靖三十一年（1552年），位于浙江杭州西湖；
- 陶然亭：初建于清代康熙三十四年（1695年），现亭为清末重建，位于北京陶然亭公园；
- 爱晚亭：初建于清代乾隆五十七年（1792年），现亭重建于1952年，位于湖南长沙岳麓山。